# Joseph Michel Antoine Servan
Joseph Michel Antoine Servan (Romans, 3 november 1737 – Saint-Rémy-de-Provence, 3-5 november 1807) was een Frans jurist en schrijver.

## Leven
Na zijn rechtenstudie werd hij benoemd tot advocaat-generaal bij het parlement van Grenoble op de leeftijd van zevenentwintig jaar. In zijn Discours sur la justice criminelle (1766) hield hij een eloquent betoog tegen de wettelijke misbruiken en de strengheid van de lijfstraffen in het strafrecht. In 1772 nam hij ontslag omwille van een meningsverschil. In 1789 weigerde hij, wegens ziekte, plaats te nemen in de Staten-Generaal waarvoor hij gekozen was. Door zijn geschriften nam hij toch deel aan het debat rond de Verklaring van de Rechten van de Mens en de Burger. Hij weigerde ook een plaatsje in de Corps législatif onder het Empire in 1807.

## Publicaties
- Discours sur la justice criminelle (1766)
- Réflexions sur les Confessions de J.-J. Rousseau (1783)
- Réflexions sur la réformation des États provinciaux. Par un ancien magistrat du Parlement de Grenoble (1788)
- Essai sur La formation des assembles nationales, provinciales, et municipales (1789)
- Commentaire sur un passage du livre de M. Necker (Tableau des dépenses de la France)
- Discours sur les mœurs
- Discours sur les connaissances humaines en général
- Lettre aux commetants du comte de Mirabeau* Lettre à M. Rabaut de Saint-Étienne sur la raison et la logique
- Des assassinats et des vols politiques
- De l'influence de la philosophie sur l'instruction criminelle
- Des Révolutions dans les grandes sociétés civiles
- Doutes d'un provincial proposés à MM. les médecins-commissaires chargés par le Roi de l'examen du magnétisme animal
- Adresse aux amis de la paix (1789)
- Projet de déclaration des droits de l'homme et du citoyen (1789)